# سیارک ۲۶۴۲۴
سیارک ۲۶۴۲۴ (به انگلیسی: 26424 Jacquelihung، نامگذاری:1999XT152)۲۶۴۲۴مین سیارک کشف شده‌است که در ۰۷ دسامبر ۱۹۹۹ کشف شد.